# Magnus Eriksson (calciatore)
Magnus Lennart Eriksson (Solna, 8 aprile 1990) è un calciatore svedese, attaccante dell'FC Stockholm Internazionale.

## Carriera

### Club
Formatosi nell'AIK, milita nel 2008 in prestito al Väsby United ed all'Akropolis. Nel 2009 viene definitivamente ingaggiato dal Väsby United. Vi rimane fino a prima dell'inizio della stagione 2011, quando passa all'Åtvidaberg.
Nell'estate 2012 lascia il club di Åtvidaberg per trasferirsi in Belgio, al Gent.
Nel gennaio 2013 torna in patria ingaggiato dal Malmö FF, con cui vince due campionati e partecipa alla fase a gironi di Champions League.
A partire dal 1º gennaio 2015 diventa ufficialmente un giocatore della formazione cinese del Guizhou Renhe, ma già nel corso dell'estate successiva torna in Europa per passare ai danesi del Brøndby, dove gioca a centrocampo sulla fascia destra. Nonostante il contratto di quattro anni, Eriksson rimane in Danimarca solo per una stagione, poiché alla riapertura del mercato estivo 2016 viene tesserato dal Djurgården.
La sua parentesi al Djurgården inizia con 17 presenze e 3 reti. L'apporto offensivo dell'anno seguente si rivela molto più abbondante, tanto da laurearsi capocannoniere del campionato con 14 gol (di cui cinque però segnate su rigore) in 29 partite, seppur in coabitazione con Karl Holmberg. La squadra si qualifica per le coppe europee dopo 10 anni di mancate partecipazioni.
Nel gennaio 2018 Eriksson viene acquistato ufficialmente dai San Jose Earthquakes, formazione statunitense inizialmente allenata dal connazionale Mikael Stahre. Sia nell'edizione 2018 che in quella 2019 della Major League Soccer realizza 6 reti in 32 partite. Con gli Earthquakes inizia – ottenendo nel frattempo la fascia di capitano – anche il campionato 2020, il quale viene prima sospeso poi notevolmente accorciato per via della pandemia di COVID-19.
Nell'agosto del 2020 lascia la formazione americana per tornare a giocare in Svezia e vestire nuovamente la maglia del Djurgården, con un contratto valido fino al 31 dicembre 2023. Nominato nuovo capitano nel marzo 2021, nel corso dell'Allsvenskan 2021 segna 5 reti e distribuisce 13 assist, imponendosi come miglior assistman del torneo e contribuendo al tempo stesso a tenere il Djurgården in lotta per il titolo fino alla penultima giornata. A fine stagione viene nominato miglior centrocampista ma anche miglior giocatore in assoluto di quell'edizione del campionato. Anche nella stagione 2022 e in buona parte di quella del 2023 (eccetto le giornate intorno a metà torneo) viene impiegato come titolare fisso, confermandosi un punto fermo della squadra. Durante la stagione 2024, invece, è utilizzato dal primo minuto solo raramente, tanto da indurre il giocatore a manifestare il proprio malcontento già all'inizio dell'annata. Continua però ad essere il capitano e, nonostante alcune trattative di cessione a squadre a meno blasonate, rimane comunque in rosa, terminando il campionato con 3 presenze da titolare e 14 da subentrante.
Durante il precampionato 2025, il nuovo allenatore Jani Honkavaara comunica a Eriksson che avrebbe avuto un ruolo marginale nella squadra anche nel corso dell'imminente stagione. Di conseguenza, il 18 febbraio 2025 viene ceduto a titolo definitivo all'FC Stockholm Internazionale, club militante nella terza divisione svedese, con la società cedente che contribuisce parzialmente al pagamento di gran parte del suo ingaggio. La sua lunga esperienza al Djurgården si chiude dunque con un totale di 208 presenze ufficiali, con 32 gol e 44 assist.

### Nazionale
Ha vestito la maglia dell'Under-21 svedese in due occasioni. Il 17 gennaio 2014 debutta con la Nazionale maggiore, partendo titolare nell'amichevole contro la Moldavia in una rosa sperimentale formata perlopiù da giocatori militanti nei campionati nordici.

## Palmarès

### Club
- Campionato svedese: 2

Malmö: 2013, 2014
- Supercoppa di Svezia: 2

Malmö: 2013, 2014

### Individuale
- Capocannoniere dell'Allsvenskan: 1

2017 (14 gol)